# Cal Toni (Fulleda)
Cal Toni és una obra del municipi de Fulleda (Garrigues) inclosa en l'Inventari del Patrimoni Arquitectònic de Catalunya.

## Descripció
Es tracta d'una casa de pagès ubicada en un carrer de pendent molt pronunciada; està força mal conservada, tan sols manté dempeus els murs de tancament. Té una planta baixa i dos pisos superiors. És una construcció senzilla, la façana està feta tota de pedra amb grans carreus de pedra irregulars a excepció dels que envolten les obertures o als angles que són ben escairats; avui està majoritàriament arrebossada.
Segons podem veure a la façana, l'edifici tenia dos forjats amb uns grans baixos per a usos domèstics, on s'hi mantenen unes estances compartimentades per arcs apuntats que arrenquen de terra. Destaquen els ampits de les finestres del pis superior, força prominents i la porta principal, a la llinda hi ha gravada la data de 1794. La coberta és de teula àrab; la cornisa, de terra cuita, està decorda segons un model típic a altres indrets de la comarca.